# 苯胩氯
苯胩氯是一种曾经用作化学武器的化合物。它是一种有洋葱气味的油状液体。它属于二氯异腈，是有催泪效果的肺部刺激剂。

## 合成
苯胩氯由异硫氰酸苯酯的氯化产生。